# بونوسوس
بونوسوس (به لاتین: Bonosus) فرماندهٔ سپاه و غاصب امپراتوری روم در زمان حکومت پروبوس، امپراتور وقت، در ۲۸۰ یا ۲۸۱ بود.

## زندگینامه
بونوسوس در اسپانیا و از والدینی بریتانیایی‌تبار و گل‌تبار زاده شد. او در دوران زمامداری پروبوس به یکی از فرماندهان موفق رومی بدل گردید اما در نبرد با ژرمن‌ها درمنطقهٔ راین در ۲۸۰ یا ۲۸۱ متحمل شکست سنگینی شد. بونوسوس که از تنبیه امپراتور وحشت داشت در همان زمان خود را در کلن امپراتور نامید و با پروکولوس، دیگر غاصب تاج و تخت همراه گردید. پروبوس برای سرکوب او وارد عمل شد و بونوسوس تا مدتی در برابر نیروهای امپراتور مقاومت کرد. اما او که از موقعیتش ناامید شده بود در نهایت خود را حلق‌آویز نمود. در مقابل پروبوس نیز از جان پسران و همسر بونوسوس گذشت.